# Mouriri retentipetala
Mouriri retentipetala är en tvåhjärtbladig växtart som beskrevs av Thomas Morley. Mouriri retentipetala ingår i släktet Mouriri och familjen Melastomataceae. Inga underarter finns listade i Catalogue of Life.